# 景山西街
39°55′32″N 116°23′37″E / 39.9256423°N 116.3936687°E
景山西街是位于中国北京市西城区东北部的一条大街。

## 简介
景山西街北起景山后街，南到景山前街。景山西街东侧是景山公园西墙，西墙之下为玉河，从北海流出，向东折至恭俭胡同南口，沿景山公园西墙向南流入故宫筒子河，中华人民共和国成立后，改为盖板河。该河北端原有二桥：一东西向，在景山西街与景山后街相交处；一南北向，在恭俭胡同南口。清朝时，该街以桥为名，称“石板桥”。中华民国后，称“西板桥大街”。因位于景山公园西侧，1965年定名“景山西街”。
景山西街是明朝及清朝的禁苑。街东为景山公园，南端西侧为大高玄殿，百年以上的老槐树很多。